# Liberty Lifter
Le Liberty Lifter est un projet abandonné de la Defense Advanced Research Projects Agency (DARPA) de l'armée américaine, lancé à la mi-2022, visant à développer un hydravion à bas prix utilisant l'effet de sol pour parcourir de longues distances.
Comme l'A-90 Orlyonok, un avion de conception ekranoplan soviétique, l'avion Liberty Lifter devait fonctionner dans des conditions de mer modérées à agitées et être capable de voler hors de l'effet de sol,.

## Histoire
La DARPA a lancé le projet à la mi-2022, souhaitant un avion capable de soulever de lourdes charges en rasant l'eau par effet de sol, et capable d'opérer à des altitudes moyennes allant jusqu'à 10 000 pieds (3 048 m). Grâce à l'effet de sol, le vol à une altitude équivalente à 5 % de l’envergure des ailes permet d'améliorer l'efficacité aérodynamique d'un facteur 2,3. Un tel véhicule serait capable d'amerrir et de décoller de l'eau, ce qui le rendrait indépendant des pistes,.
En février 2023, la DARPA a attribué des contrats à deux entrepreneurs pour développer leurs propres plans. L'un d'eux était General Atomics Aeronautical Systems (GA-ASI), en partenariat avec Maritime Applied Physics Corporation. Leur conception comportait une double coque et une aile centrale, propulsées par douze turbomoteurs. L'autre participant était Aurora Flight Sciences (en), filiale de Boeing, en partenariat avec Gibbs & Cox, filiale de Leidos, et avec le chantier naval ReconCraft, dans l'Oregon. Leur conception était un monocoque avec une aile haute, reposant principalement sur huit moteurs à turbine ; elle était similaire à la proposition précédente de Boeing, nommée Pelican, destinée à un usage militaire,,.

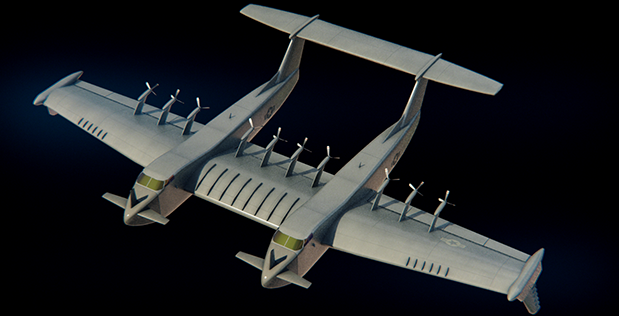
Un rendu d'une proposition d'avion à double fuselage Liberty Lifterde General Atomics.

Le contrat initial du groupe GA-ASI de phase 1 s'élevait à environ 8 millions de dollars sur six mois, avec une option pour douze mois supplémentaires, pouvant atteindre un total de 29 millions de dollars. Le contrat Aurora s'élevait à environ 5,6 millions de dollars.
En juillet 2023, la DARPA a exercé des options sur les propositions initiales des deux équipes et a accordé à GA-ASI 21,5 millions de dollars supplémentaires et à Aurora environ 19,5 millions de dollars, pour financer la poursuite des efforts de développement.
Les spécifications de l'engin comprenaient la capacité de voler à moins de 100 pieds (30,48 m) du niveau de la mer pour exploiter l'effet de sol et la capacité de grimper jusqu'à 10 000 pieds (3 048 m) au-dessus du niveau moyen de la mer. Il devrait avoir une portée en vol de convoyage (ferry flying) de 6 500 milles marins (12 038 km) et être capable de décoller et d'amerrir dans un état de mer de niveau 4, mais de maintenir des opérations sur l'eau jusqu'à un état de mer de niveau 5, tout en répondant aux exigences de transport lourd du ministère de la Défense des États-Unis, qui consiste à transporter 90 tonnes et à adopter une philosophie de conception et de construction à faible coût.
Un tel engin serait de taille et de capacité similaires au Boeing C-17 Globemaster III et serait capable de transporter une charge équivalente à deux véhicules de combat amphibies du Corps des Marines des États-Unis ou à six conteneurs de stockage de 20 pieds. Les plans définitifs de la phase 1 étaient attendus pour la mi-2024. La proposition gagnante passera à la phase 2, qui comprend des travaux de conception supplémentaires, ainsi que la construction et les tests d'un prototype grandeur nature. Il poursuivrait ensuite les essais en vol dans un délai d'environ cinq ans.
En mai 2024, la DARPA a sélectionné la conception d'Aurora pour poursuivre le développement avec une modification de contrat de 8,3 millions de dollars. La DARPA a déclaré qu'elle s'attendait à ce qu'un prototype volant soit déployé d'ici fin 2027 ou début 2028. La conception de l'Aurora utilise une cellule d'hydravion traditionnelle, avec une coque unique et des ailes hautes inclinées vers le bas aux extrémités, avec des flotteurs sur les extrémités des ailes et une queue fourchue pour accueillir une porte de chargement arrière. Le concept a été réduit à un démonstrateur de la taille d'un C-130 Hercules, avec une envergure de 213 pieds (65 m) et capable de soulever 50 000 lb (22 680 kg) de fret. En cas de succès, il sera agrandi jusqu'à atteindre la taille d'un C-17 avec une capacité de chargement de 180 000 lb (81 000 kg).
En juillet 2025, la DARPA a mis fin au programme après avoir décidé qu'il n'était ni faisable ni rentable,.